# Bipalium penrissenicum
Bipalium penrissenicum és una espècie de planària terrestre bipalina. La coloració del cos i els patrons del la superfície dorsal són similars als de Bipalium penrissenense.